# De Sant Antoni de Juny
De Sant Antoni de Juny es un cultivar de higuera de tipo higo común Ficus carica, bífera (con dos cosechas por temporada, brevas e higos de otoño), con higos de epidermis de color de fondo morado claro con sobre color verde claro. Se cultiva en la colección de higueras de Montserrat Pons i Boscana en Llucmajor, Islas Baleares.

## Sinonimia
- „sin sinónimo“,[4][6][7]

## Historia
Actualmente la cultiva en su colección de higueras baleares Montserrat Pons i Boscana, rescatada de un ejemplar o higuera madre localizada durante  una excursión realizada por Monserrat Pons con un grupo de entusiastas de los higos en la zona de Artá.
La variedad 'De Sant Antoni de Juny' es realmente poco conocida y cultivada en los higuerales de la isla de Mallorca, solamente en el lugar donde se encontró la higuera madre.

## Características
La higuera 'De Sant Antoni de Juny' es una variedad bífera de tipo higo común. Árbol de mediana vigorosidad, con un buen desarrollo, y ramaje muy alargado y estirado, donde las hojas permanecen en las puntas. Sus hojas son de 3 lóbulos y de 1 lóbulo casi a partes iguales y menos de 5 lóbulos. Sus hojas con dientes presentes márgenes ondulados, ángulo peciolar obtuso. 'De Sant Antoni de Juny' tiene mucho desprendimiento de higos, un rendimiento productivo reducido y periodo de cosecha corto. La yema apical cónica de color verde amarillento.
Los frutos 'De Sant Antoni de Juny' son higos de un tamaño de longitud x anchura:53 x 52 mm, en cuanto a su forma tanto en brevas como en higos, presentan unos frutos medianos-grandes, bastantes asimétricos deformes ovoidales, algo cónicos pero uniformes en las dimensiones, no presentan frutos aparejados ni formaciones anormales, de unos 38,340 gramos en promedio, de epidermis con consistencia blanda, grosor de la piel gruesa, con color de fondo verde con sobre color morado verdoso claro. Ostiolo de 0 a 3 mm con escamas pequeñas oscuras. Pedúnculo de 0 a 2 mm cilíndrico verde oscuro. Grietas ausentes. Costillas muy marcadas. Con un ºBrix (grado de azúcar) de 25 de sabor dulce, y jugoso, con color de la pulpa anaranjada difusa. Con cavidad interna grande, con aquenios medianos. Los frutos maduran en brevas el 18 de junio, y los higos sobre el 23 de agosto a 28 de septiembre. De rendimiento productivo reducido y periodo de cosecha corto a pesar de ser brevas e higos.
Se usa como higos frescos en alimentación humana, y en fresco y en seco para ganado ovino. Difícil abscisión del pedúnculo y buena facilidad de pelado. Bastante sensibles a las lluvias, al transporte e insensibles a la apertura del ostiolo, pero muy susceptibles al desprendimiento.

## Cultivo
'De Sant Antoni de Juny', se utiliza como brevas e higos frescos en humanos, y frescos y secos para el ganado porcino y ovino. Se está tratando de recuperar de ejemplares cultivados en la colección de higueras baleares de Montserrat Pons i Boscana en Llucmajor.